# Parthenstein
Parthenstein – miejscowość i gmina w Niemczech, położona na terenie kraju związkowego Saksonia, w okręgu administracyjnym Lipsk, w powiecie Lipsk, wchodzi w skład wspólnoty administracyjnej Naunhof.